# Romoos
Romoos är en ort och kommun i distriktet Entlebuch i kantonen Luzern, Schweiz. Kommunen har 652 invånare (2023).